# 1947 في ألمانيا
فيما يلي قوائم الأحداث التي وقعت خلال عام 1947 في ألمانيا.

## سياسة

### تعيين في المنصب
- 1 يناير – بيتر ألتميير رئيس وزراء راينلند بالاتينات  [لغات أخرى]‏.
- 17 يونيو – كارل أرنولد رئيس وزراء شمال الراين وستفاليا [الإنجليزية]‏.

### انتهاء فترة المنصب
- 22 أبريل – رودلوف أميلونكسين رئيس وزراء شمال الراين وستفاليا [الإنجليزية]‏.

## ظهور
- 1 يناير – دكتور فاوستوس رواية من تأليف توماس مان.
- 1 يناير – دير شبيغل

## كتب
من الكتب التي صدرت هذه السنة في ألمانيا:
- 1 يناير – جدل التنوير من تأليف تيودور أدورنو، ماكس هوركهايمر.
- 1 يناير – مذكرات آن فرانك من تأليف آن فرانك.

## مواليد

### يناير
- 1 يناير – باربرا آنا شال أحيائية من الولايات المتحدة الأمريكية.
- 2 يناير – إيفا كولر سياسية ألمانية.
- 5 يناير – كاثرين سويتزر
- 10 يناير – بيير شتاينبروك سياسي ألماني.
- 14 يناير – بيتر نوغلي

### فبراير
- 19 فبراير – رايموند بول نَحّات ألماني.
- 28 فبراير – آرون شميدهوبر

### مارس
- 1 مارس – كلاوس بينيتر سياسي ألماني.
- 7 مارس – والتر رورل سائق رالي ألماني.
- 14 مارس – جينادي تروشيف عسكري روسي.

### أبريل
- 26 أبريل – هربرت ريختر دراج ألماني.

### مايو
- 19 مايو – هارالد فريدريش فيزيائي ألماني.
- 23 مايو – هانز يورغن بهمان لاعب كرة مضرب ألماني.
- 24 مايو – مارتن فينتركورن
- 31 مايو – بيرند هوبنر

### يونيو
- 1 يونيو – قسطنطين فيكر
- 16 يونيو – غونثر كوفمان ممثل ألماني.
- 26 يونيو – بيتر سلوتردايك فيلسوف ألماني.

### يوليو
- 12 يوليو – هينينج كيغرمان
- 13 يوليو – اكسل بلوك
- 19 يوليو – هانس-يورغن كرايشه لاعب ومدرب كرة قدم ألماني.
- 20 يوليو – جيرد بينيج فيزيائي ألماني.
- 24 يوليو – هاينز ريختر دراج ألماني.
- 28 يوليو – مانفريد مولر لاعب كرة قدم ألماني.

### أغسطس
- 4 أغسطس – كلاوس شولتزه موسيقي ألماني.
- 22 أغسطس – ايكاروس بيجي فيزيائي ألماني.
- 23 أغسطس – سوزان بيك ممثلة ألمانية.

### سبتمبر
- 3 سبتمبر – نيكولاوس شنايدر
- 4 سبتمبر – بيتر زالومون

### أكتوبر
- 21 أكتوبر – سابينه دايتمر كاتبة ألمانية.
- 26 أكتوبر – إيان أشلي سائق فورمولا 1 من المملكة المتحدة.

### نوفمبر
- 29 نوفمبر – بترا كيلي سياسية ألمانية.

### ديسمبر
- 21 ديسمبر – حاييم كاتس سياسي إسرائيلي.
- 24 ديسمبر – بريجيت ماير سياسية ألمانية.

## وفيات

### فبراير
- 22 فبراير – لودفيغ جوست (مواليد 1865) عالم نبات ألماني.
- 25 فبراير – فريدريش باشن (مواليد 1865) فيزيائي ألماني.

### أبريل
- 7 أبريل – كارل هاوبتمان (مواليد 1880) رسام ألماني.
- 16 أبريل – رودولف هوس (مواليد 1900)

### يوليو
- 22 يوليو – جوسيف بيرنس (مواليد 1890) مهندس ألماني.

### سبتمبر
- 29 سبتمبر – بوريس اليكسوفيتش فدشنكو (مواليد 1872) عالم نبات روسي.

### أكتوبر
- 4 أكتوبر – ماكس بلانك (مواليد 1858) فيزيائي ألماني.

### نوفمبر
- 20 نوفمبر – فولفجانج بورشرت (مواليد 1921) كاتب مسرحي ألماني، وكاتب قصص قصيرة.

### ديسمبر
- 12 ديسمبر – هاري فرانك (مواليد 1896) ممثل ألماني.
- 14 ديسمبر – ليلي رايخ (مواليد 1885)